# Проходимость автомобиля

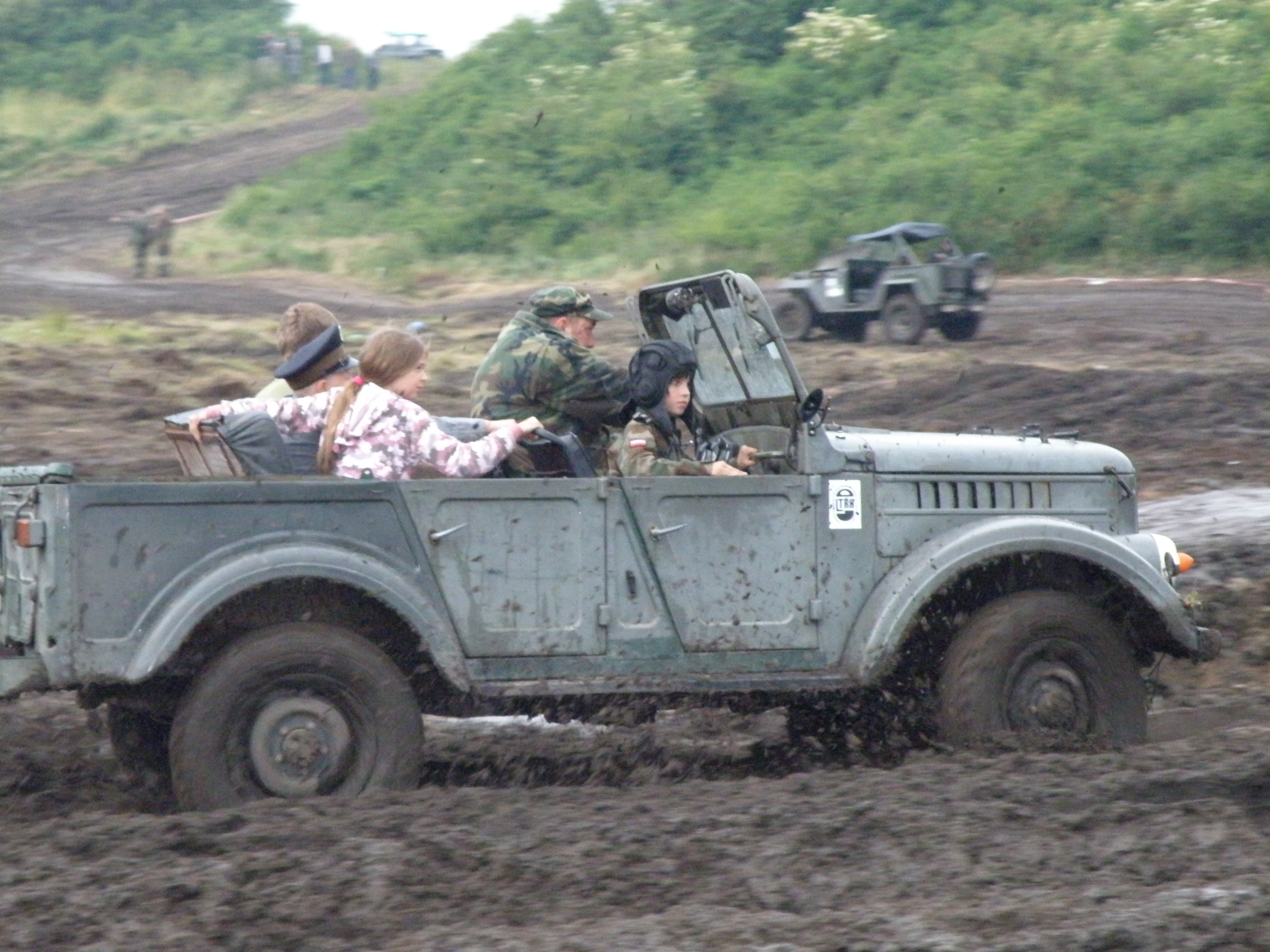
Внедорожники на ралли

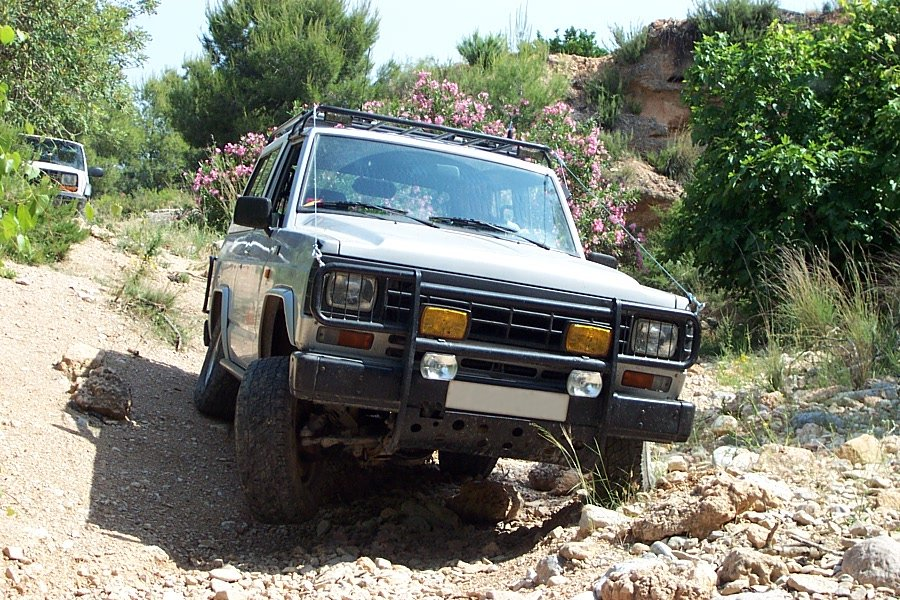
Езда по каменистой дороге. Заметны увеличенный дорожный просвет и защита днища. Для защиты лобового стекла от веток натянуты тросы

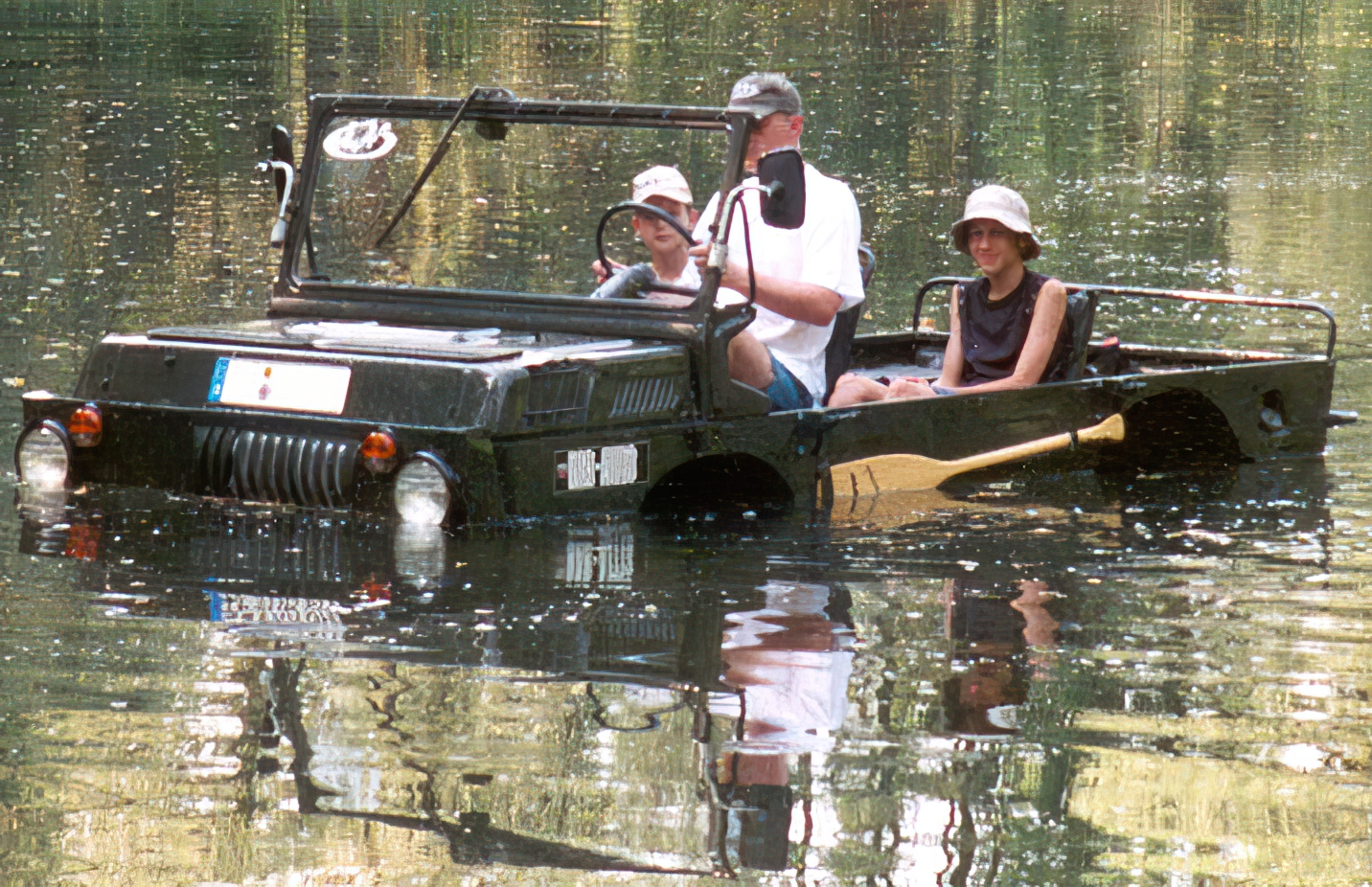
Преодоление водной преграды. На борту внедорожника весло

Проходи́мость — способность транспортного средства передвигаться по дорогам низкого качества и вне дорожной сети, а также — преодолевать искусственные и естественные препятствия без привлечения вспомогательных средств. Проходимость является одной из составных характеристик подвижности транспортного средства, как правило — она задаётся при проектировании техники исходя из её предполагаемого назначения с учётом экономической целесообразности.
По проходимости транспортная техника подразделяется на машины обычной, повышенной и высокой проходимости:
- машины обычной проходимости — автомобили общего назначения с обычными шинами и неблокирующимся дифференциалом, предназначенные для движения по шоссейным и грунтовым дорогам[1],
- машины повышенной проходимости, к которым относится преимущественно военная автотехника с колёсной формулой 4×4, 6×4, 6×6, 8×8, широкопрофильными шинами, системой регулировки давления в шинах, частично или полностью блокирующимися дифференциалами, основным назначением которой является работа на дорогах и на местности без дорог[1],
- машины высокой проходимости (вездеходы[3]) — гусеничная техника и полноприводная автотехника, которая в дополнение к вышеперечисленному оснащена шинами сверхнизкого давления, пневмокатками, арочными шинами или нетрадиционными видами движителей[1].

## Параметры, влияющие на проходимость

### Габаритные параметры

#### Дорожный просвет(клиренс)
В упрощённом значении клиренсом автомобиля называют расстояние от самой низкой части автомобиля до поверхности земли. В технических описаниях клиренс, как правило, указывается для автомобиля в снаряжённом состоянии, что указывает на то, что заявленная величина дорожного просвета является максимальной эксплуатационной и может уменьшаться при загрузке автомобиля.
Величина клиренса является одним из ключевых факторов, влияющих на проходимость автомобиля. У внедорожных автомобилей с зависимой подвеской самой низкорасположенной точкой чаще всего является корпус дифференциала, реже — нижние кронштейны амортизаторов, стремянки рессор, корпус раздаточной коробки. При классической конструкции мостов клиренс таких автомобилей невелик и колеблется вокруг показателя в 200 мм (для штатных колёс). При независимой подвеске нижней точкой может быть как рычаги подвески, кронштейны амортизаторов, корпус раздаточной коробки, картер двигателя и дифференциалов (редко), так и элементы выпускной системы, части стабилизатора поперечной устойчивости (при его наличии), элемент рамы или лонжерона. В целом подобная конструкция позволяет значительно увеличить дорожный просвет автомобиля. В случае использования дополнительного оборудования, такого как защита элементов днища, фаркоп, дополнительные пороги, подножки, а также накладки на бампера и пр., именно оно может стать самой низкорасположенной частью автомобиля.
Самым распространённым способом увеличения клиренса автомобиля, вне зависимости от типа подвески, является установка колес большего диаметра. Для зависимой подвески также практикуется перенос точек крепления амортизаторов, расположение рессор над мостом. Редко встречается переоборудование внедорожника мостами с бортовыми редукторами (если они не были предусмотрены заводской конструкцией).
Для возможности установки колес большего диаметра прибегают к процедуре «лифта». Лифт (англ. lift — подъём) — техническое вмешательство в конструкцию автомобиля с целью увеличения расстояния между кузовом и осью вращения колес. На практике применяется лифт подвески, лифт кузова (бодилифт).
При использовании лифта независимых конструкций подвески увеличение клиренса может происходить и без использования более крупных колес (с точки зрения улучшения параметров проходимости такая операция является малодейственной, оставаясь при этом довольно трудоёмкой).

#### Угол свеса
Предположим, что автомобиль въезжает на эстакаду с углом наклона α. Передний угол свеса (угол въезда) — это максимальное α, при котором автомобиль может въехать передним колесом на склон, не задев эстакады ни какой частью кузова (на схеме отмечен красным цветом). Аналогично, задний угол свеса (угол съезда) — максимальное α, при котором можно въехать задним колесом на склон (на схеме отмечен зелёным цветом). Угол заднего свеса обычно делают больше, чтобы водитель был уверен: если автомобиль не застрял передней частью, пройдёт и задней.
У машины, предназначенной для езды по бездорожью (внедорожника), угол въезда и съезда больше, чем у обычной легковой машины. Например, у внедорожника Defender угол проходимости довольно высокий: передний угол проходимости (въезда) — 49°, задний угол проходимости (съезда) — 47°.

Углы свеса

#### Угол продольной проходимости (угол рампы, угол переката)
Угол продольной проходимости — максимальный угол, при котором автомобиль может перейти со склона на горизонтальную часть эстакады, ничего не задевая днищем. Угол рампы (угол переката) — максимальный угол между касательными к передним и задним колесам и нижней точкой автомобиля. Этот угол характеризует крутизну препятствия, которое автомобиль может преодолеть.

Угол продольной проходимости

#### Угол поперечной статической устойчивости
Угол, на который надо наклонить машину вокруг продольной оси, чтобы она опрокинулась.

### Тяговые параметры

#### Тип привода
Автомобиль высокой проходимости имеет привод на все колёса плюс некоторые меры, позволяющие избежать пробуксовки (например, блокировка дифференциала, механические и электронные демультипликаторы). Двигатель обычно дизельный, так как он надёжнее работает в воде и имеет больший крутящий момент.
В трансмиссии должны быть пониженные передачи, которые позволяют взбираться по крутым склонам и двигаться по мягкому грунту.

#### Удельная мощность
Отношение мощности автомобиля к его массе.

#### Тяговооружённость
Отношение силы тяги к массе автомобиля.

### Опорно-сцепные параметры

#### Удельноедавлениена грунт
На первых внедорожных автомобилях, а также их последователях военного и хозяйственного назначения традиционно использовались автомобильные шины высокого удельного давления на грунт с развитыми грунтозацепами. С одной стороны, малая ширина резины способствовала уменьшению сопротивления качению, что повышало скорость передвижения по твердому грунту и повышало топливную экономичность. С другой стороны, узкие колеса, за счет большего удельного давления, давали лучшую возможность сцепления на неглубоком вязком и рыхлом грунте. Преодоление заведомо непроходимой без вспомогательных технических средств местности с глубоким вязким грунтом (болото, сыпучий песчаник, снежная целина) не входило в задачу подобного автомобиля. На выполнение подобной задачи были ориентированы другие виды самодвижущейся техники — многоколесный и гусеничный вездеход и пр.
Как только внедорожный автомобиль стал активно использоваться на дороге с твердым покрытием, появился новый уровень требований к его активной безопасности; для улучшения управляемости и возможности торможения, стали использоваться более широкие колеса. Конструкция такого автомобиля стала предусматривать более мощные силовые агрегаты, за счет чего отчасти нивелировано возросшее сопротивление качению.
Тем не менее, на автомобиль повышенной проходимости, не рассчитанный на постоянное использование на дороге с твердым покрытием, стараются установить колеса, имеющие по-возможности меньшее удельное давление на грунт, за счет их увеличенного диаметра и ширины. При наличии развитых грунтозацепов, такая конструкция колеса позволяет двигаться по относительно глубокому вязкому грунту. Увеличенный диаметр позволяет преодолевать препятствие большей высоты, в том числе улучшает способности машины по накату колеи и увеличивает дорожный просвет автомобиля.
На вездеходе на пневматическом ходу используются колеса сверхбольшого диаметра и ширины с низким внутренним давлением. Низкое удельное давление на грунт позволяет ему не вредить поверхности почвы и растениям, а также обеспечивает плавучесть (при достаточном внутреннем объёме пневматической шины). Развитые грунтозацепы используются редко, так как фактически, их роль выполняет эластичная шина, повторяющая в месте пятна контакта форму грунта и за счет этого, повышающая силу трения.

#### Типподвески
Специфика использования предъявляет к автомобилю повышенной проходимости следующие требования: повышенный, по сравнению с автомобилем дорожной модификации, дорожный просвет, большая энергоемкость и долговечность упругих и демпфирующих элементов, больший ход подвески, а также устойчивость элементов подвески к механическому воздействию (удар о грунт, препятствие).
В большинстве случаев, зависимая конструкция подвески улучшает проходимость по пересеченной местности за счет большей, по сравнению с независимой, артикуляционной возможностью. Иными словами, на переломе профиля грунта, колеса, при такой конструкции подвески, с большей вероятностью смогут сохранить контакт с поверхностью грунта. У автомобиля с независимой подвеской в подобных условиях возникает вывешивание колеса, что приводит к потере автомобилем подвижности. Картер моста зависимой подвески зачастую выполняет роль защиты картера двигателя, что важно при преодолении поверхности с выступающим элементом (бревно, камень, пр.) С другой стороны, независимая подвеска, за счет высокорасположенного корпуса дифференциала, увеличивает дорожный просвет автомобиля. Также независимая подвеска имеет большее количество нагруженных подвижных элементов, что понижает её надежность и повышает стоимость изготовления и обслуживания.
Однако, существует и тип зависимой подвески, способный значительно увеличить дорожный просвет автомобиля, при сохранении основных достоинств зависимой конструкции — мост с колесным редуктором. Балка моста в нём расположена выше оси вращения колес, дифференциал традиционно располагается на самой балке, однако редукторный механизм расположен непосредственно у каждого колеса. Самые известные автомобили, использующие подобную конструкцию — Unimog и УАЗ. Мост подобной конструкции называют «портальным». К недостаткам может быть отнесена повышенная вибро- и шумонагрузка, повышенная масса, потери в динамике, и, конечно, редкость и дороговизна.
С точки зрения управляемости, при скоростном передвижении по пересеченной местности, наиболее предпочтительна независимая конструкция подвески. В первую очередь, это обусловлено меньшим объёмом её неподрессоренной массы, большей энергоемкостью и меньшей склонностью к крену. Именно такая конструкция используется на большинстве легковых автомобилей для ралли-рейдов, в том числе знаменитом Париж-Дакаре.

#### Коэффициент сцепления шин
Чем он выше, тем меньше риск сорваться со склона или довести машину до пробуксовки. Для повышения сцепления используют шины с развитыми грунтозацепами; на асфальте, однако, такие шины имеют худшее сцепление и создают повышенный шум.
Для увеличения коэффициента сцепления шин могут быть использованы цепи противоскольжения и сектора противоскольжения. Так же можно заменить колеса на гусеницы.

## Примеры
Основные параметры, связанные с проходимостью, некоторых легковых автомобилей:
| Автомобиль               | Кузов   | Клиренс                  | Шины                              | Передний свес (Угол_ПС) | Угол_рампы  | Задний свес (Угол_ЗС) | Размеры        | Колёсная база | Компоновка |
| ------------------------ | ------- | ------------------------ | --------------------------------- | ----------------------- | ----------- | --------------------- | -------------- | ------------- | ---------- |
| Hummer/HMMWV             | 5 двер. | 410мм                    | 95,2см 325/80R17                  | (39град.)               | 23град.     | (37град.)             | 4600x2100x1841 | 3300мм        | 4x4        |
| ГАЗ-2330 «Тигр»          | 5 двер. | 400мм                    | 104,4см 335/80R20                 | (52град.)               |             | (52град.)             | 5700x2300x2300 | 3300мм        | 4x4        |
| УАЗ-469                  | 5 двер. | 300мм                    | 76,8см 215/90R15                  | (52град.) 581мм         |             | (42град.) 595мм       | 4025x1785x2045 | 2380мм        | 4x4        |
| Mercedes-Benz G 280      | 5 двер. | 245мм                    | 67,6см 225/60R16                  |                         |             |                       | 4714x1811x1979 | 2400/2850     | 4x4        |
| Toyota Land Cruiser 200  | 5 двер. | 225мм                    | 74,8см 285/60R17                  | (26град.)               |             | (26град.)             | 4950x1970x1950 | 2850мм        | 4x4        |
| Lada 4x4 ВАЗ-2121 «Нива» | 3 двер. | 220мм                    | 65,5см 195/70R15                  | (44град.)               |             | (38град.)             | 3740x1680x1440 | 2200мм        | 4x4        |
| УАЗ Патриот              | 5 двер. | 210мм                    | 74,4см 225/75R16                  | (35град.) 793мм         | R2328       | (35град.)             | 4647x2080x1910 | 2760мм        | 4x4        |
| Renault Duster*          | 5 двер. | 210мм                    | 68,6см 215/65R16                  | (30град.)               | 23град.     | (36град.)             | 4315x1822x1625 | 2673мм        | 4WD        |
| Volkswagen Touareg       | 5 двер. | 201мм                    | 73,8см 235/65R17                  | (24,2град.)             | 16,6град.   | (19,9град.)           | 4801x1940x1709 | 2893мм        | 4x4        |
| Chevrolet Niva           | 5 двер. | 200мм                    | 66,9см 205/70R15                  | (37град.)               | 30град.     | (35град.)             | 4056x1800x1690 | 2450мм        | 4x4        |
| SsangYong Kyron          | 5 двер. | 195мм                    | 66,9см 205/70R15                  | (37град.)               |             | (35град.)             | 4660x1880x1755 | 2740мм        | 4WD        |
| Land Rover Defender 90   | 3 двер. | 191мм                    | 80,4см 265/75R16                  | (48град.)               | (51,5град.) | (49град.)             | 3790x1790x1965 | 2360мм        | 4x4        |
| Porsche 959 Rally        | Купе    | 124/150/175 Регулируемый | 64,4см 235/45R17 63,6см 255/40R17 |                         |             |                       | 4260x18401280  | 2300мм        | 4x4        |
| Волга ГАЗ-24-95          | Седан   | 174мм                    | 76,5см 8,2-15"                    | (57град.)               |             | (31град.)             | 4735x1800x1600 |               | 4x4        |
| ВАЗ-1111 «Ока»           | 3 двер. | 150мм                    | 57,6см 175/70R13                  | (35град.)               |             | (44град.)             | 3200x1565x1400 | 2180мм        | 4x2.1      |

(*) В незагруженном состоянии.